# Центральний банк Саудівської Аравії
Центральний банк Саудівської Аравії (араб. مؤسسة النقد العربي السعودي, англ. Saudi Arabian Monetary Agency (SAMA) ) — центральний банк Саудівської Аравії.

## Історія
Агентство грошового обігу Саудівської Аравії було створене в квітні 1952 року. Агентству було передано право емісії національної валюти, яке раніше належало казначейству.